# Ice on Fire
Ice on Fire – 19. studyjny album brytyjskiego piosenkarza i kompozytora Eltona Johna nagrany w Sol Studios i wydany w roku 1985. Był to pierwszy album od czasów "Blue Moves" przy którego produkcji pracował Gus Dudgeon, który pomógł Eltonowi stać się supergwiazdą. Krążek spotkał się z niewielką pochwałą, a w zestawieniach doszedł jedynie do miejsca 48. W nagraniu utworów "Nikita" i Wrap Her Up" udział wziął George Michael. Mimo miernej sprzedaży albumu obydwie z wymienionych piosenek dotarły do zestawienia Top 20. W piosence "Too Young" pojawili się gościnnie Roger Taylor i John Deacon (perkusista i basista zespołu Queen).

## Lista utworów
1. "This Town" – 3:55
2. "Cry To Heaven" – 4:15
3. "Soul Glove" – 3:31
4. "Nikita" – 5:43
5. "Too Young" – 5:13
6. "Wrap Her Up" – 6:21
7. "Satellite" – 4:37
8. "Tell Me What the Papers Say" – 3:40
9. "Candy by the Pound" – 3:56
10. "Shoot Down the Moon" – 4:58

## Utwory dodatkowe (wznowienie z 1998)
1. "The Man Who Never Died" (Elton John)
2. "Restless (Live 1984)"
3. "Sorry Seems To Be The Hardest Word (Live 1977)" [mylnie opisany jako "Live 1984"]
4. "I'm Still Standing (Live 1984)"

Wznowiona wersja z 1988 roku nie zawierała "Act of War". Koncertowa wersja "Sorry Seems to be the Hardest Word" nie jest tą samą, która pojawiła się na singlu 12" "Nikita", lecz jest niewykorzystaną wersją z 1977 (Live at Rainbow Rock in May). Nie wiadomo, czemu akurat to nagranie pojawiło się na płycie.